# 神澤氏葉蟎
神澤氏葉蟎（学名：Tetranychus kanzawai）为葉蟎科葉蟎屬下的一个种。